# Бенџамин Стоун
Бенџамин „Бен” Стоун је измишљени лик ког је тумачио Мајкл Моријарти у драми Ред и закон. Он је био извршни помоћник окружног тужиоца у Њујорку до отказа у четвртој сезони. Појавио се у 88 епизода.

## Преглед лика
Стоун ради у Окружном тужилаштву на Менхетну, а шеф му је био прво Алфред Вентворт (ког је тумачио Рој Тајнс у пробној епизоди "Свима омиљени политичар") па Адам Шиф. Стоун је одрастао у ирско-католичкој породици. Углавном га је чувала бака Иркиња, јер му је отац био алкохоличар. Стоун је разведен и има сина Питера (Филип Винчестер), заменика тужиоца посебног тужилаштва у Чикагу и некадашњег ПОТ-а за сексуалне деликте у Њујорку и ћерку Памелу (Ејми Корб).
Стоунове тужилачке методе су приказане како се темеље највише на скрупулозним начелима који потичу од његовог католичанства. Приказан је и као противник побачаја и смртне казне. Такође је и снажни заступник друштвене правде јер је марширао са Покретом за грађанска права. Поменуто је да  је Стоун, као и глумац Моријарти, дипломац факултета "Дартмур" уз помињање "реда братства" и Новог Хемпшира.

## Каријера у серији
Стоун је постао извршни помоћник окружног тужиоца 1985. године када је осуђен преварант и убица Филип Свон (Жељко Иванек) који је неколико година касније поднео тужбу против њега када је ваљаност пресуде доведена у питање. (Свн је на крају проглашен кривим и враћен у затвор). Стоунови помоћници били су Пол Робинет (Ричард Брукс) и Клер Кинкејд (Џил Хенеси).
Као строг и тих шеф, са Стоуном је јако тешко радити. У пробној епизоди, наредник Макс Гриви (Џорџ Џунџа) и детектив Мајк Логан рекли су како Стоун "једе ПОТ-ове за доручак". Ипак, Стоун је у ствари мек на речима и стално користи меке речи као што је "господине" како би пренео значење људима којима суди.
Стоун се последњи пут у серији појавио у епизоди "Стари пријатељи", последњој епизоди четврте сезоне. У тој епизоди приказан је случај изнуде у ком је главну сведокињу Ен Медсен (Алисон Џени), чије је сведочење Стоун обезбедио запретивши јој слањем у затвор, убила руска мафија. Он је осећао одговорност за њену смрт па је дао отказ у тужилаштву. На месту извршног помоћника окружног тужиоца заменио га је Џек Мекој (Сем Вотерстон).

## После одласка
Стоун је поменут 1996. године у епизоди "Старатељство" као могући сведок против једног судије. Кад је његов бивши помоћник Пол Робинет, садашњи заступник, тражио да се судија изузме због ранијих опаски и увреда на рачун наркомана и подржавања присилног стерилисања, он је претио и да ће судски позвати Стоуна да сведочи о опаскама које је и он чуо кад је судија причао. Кад је чуо за претњу, Шиф је обавестио Мекоја да Стоун "путује Европом и да неће моћи да сведочи ни на једном рочишту". Међутим, судија је тада већ изјавио да "није у могућности" да присуствује у случају.
У епизоди "Несигурна казна" серије Чикашка правда, Стоуна је звао син Питер који је управо водио случај против његовог бившег сарадника Пола Робинета.
У уводу епизоде "Неоткривена земља" серије Ред и закон: Одељење за специјалне жртве (емотивана 2018. године) приказано је да је Стоун преминуо. Његов наследник Џек Мекој држао је говор на сахрани.
У епизоди "Драги Бен" ОСЖ-а, Стоун је неколико пута помињан. Радња епизоде врти се око нерешеног случаја низног силоватеља ког је Стоун неколико пута покушавао да пронађе и да му суди, али без успеха. Његов син Питер је касније преузео случај и привео силоватеља лицу правде.

## Породица
Стоунов син је Питер Стоун, бивши помоћник државног тужиоца и један од главних ликова серије Чикашка правда. Питер се први пут појавио у епизоди "Правда" серије Чикашки СУП која је послужила као пробна епизода за серију Чикашка правда. Питер се такође појавио и у 19. сезони серије Ред и закон: Одељење за специјалне жртве и на крају је постао главни ПОТ за сексуалне деликте. У неколико епизода, Питер је описао Бена као оца који се удаљио и занемарио породицу због посла.
Стоун такође има ћерку Памелу која се први пут појавила у епизоди "Уведите шаљивџије". Памела има параноидну шизофренију и била је по болницама већи део свог живота. Према Питеровим речима, њихов отац ју је посећивао једном недељно, а Питер је наставио после његове смрти. Њу су убили трговци белим робљем у сексуалне сврхе у епизоди "Сети се и мене у карантину".

## Разлог одласка
Стоунов одлазак из серије десио се због сукоба Мајкла Моријартија са телевизијом и државном тужитељком Џенет Рено која је 1993. године почела да заговара ограничавање приказивања насиља на телевизији. Моријарти, који је био ватрени противник Реноове и осећао владину цензуру, требало је да гостује у емисијама НБЦ-а Данас и Сад са Томом Броком и Кети Чурић, али су оба гостовања отказана. Моријарти је већ снимио свој део за Сад, а у гостовању у Данас где је требало да говори са сенатором Кентом Конрадом, заменио га је први подпредседник Рид Хант. Оба гостовања требало је да буду 26. јануара 1994. Моријарти је дао отказ продуценту Дику Волфу дан раније и његов одлазак је уписан у серију.